# Пельтасты

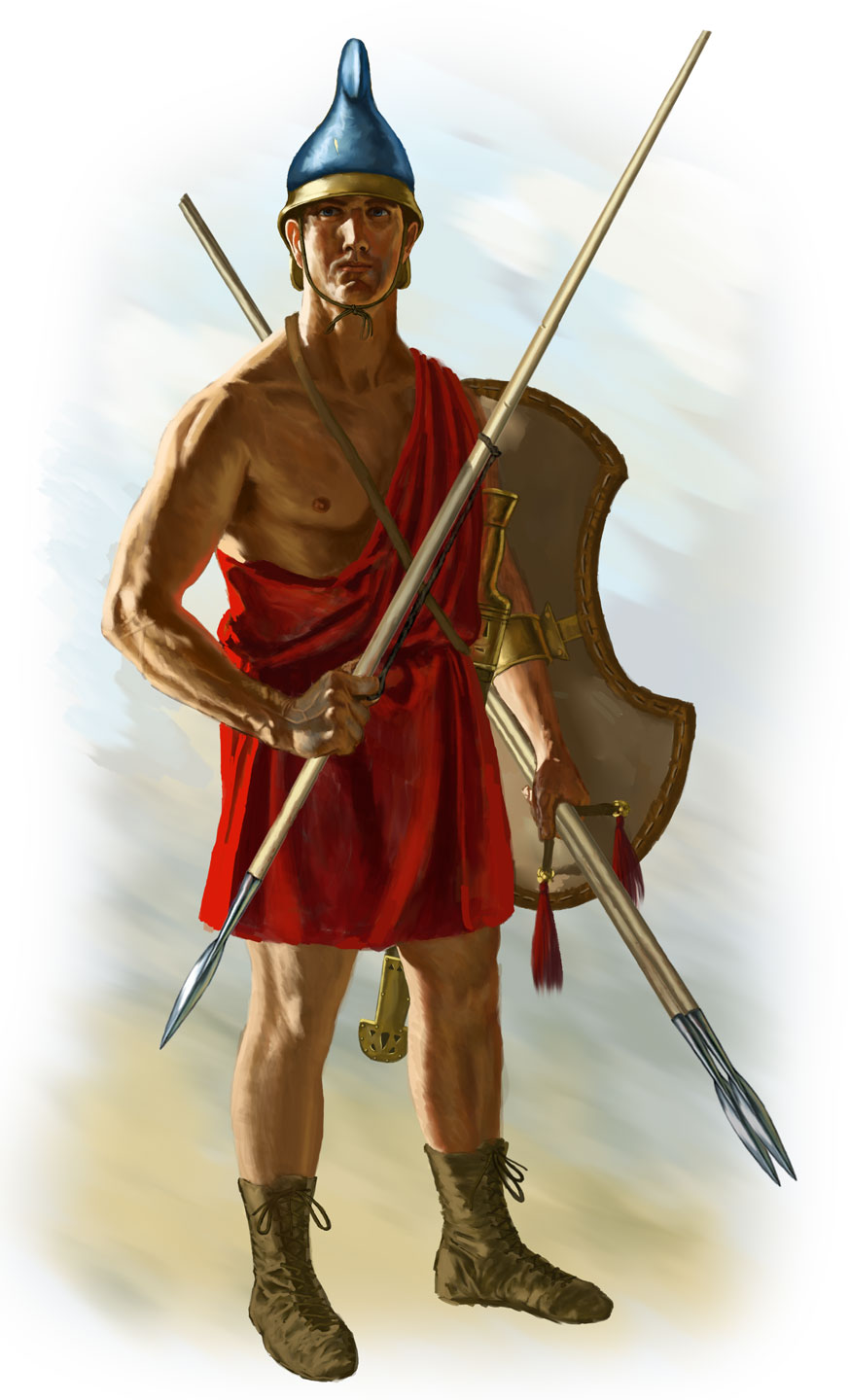
Этот пельтаст держит три дротика, один из них в метающей руке, а два других — в руке, которая держит щит-пелту

Пельтасты (др.-греч. Πελτασϊαί) — разновидность универсальной лёгкой пехоты в Древней Греции, часто использовались как застрельщики, метавшие дротики.
В другом источнике указано что греческая средняя пехота имела небольшие щиты в форме плющевого листа, называвшиеся «Pelta», отчего и самая пехота называлась «пельтасты». Пельтасты получили наименование по названию щита — пелта (др.-греч. πέλταί); в сражениях, как правило, играли вспомогательную роль, но известны случаи (битва при Лехее), когда при численном превосходстве разбивали фалангу, лишённую прикрытия из конницы и лёгкой пехоты.

## Описание
Вооружение пельтастов состояло из нескольких дротиков (по два дротика, длиной до 1 1/2 метра, с острым железком), часто с «метательными ремнями», которые позволяли увеличить плечо приложения силы при метании. Как основное средство защиты пельтасты использовали плетёный щит в форме полумесяца, который назывался пелта. Согласно Аристотелю, пелта — это щит без обода, покрытый козьей или овечьей шкурой. Этот тип щита имеет зажим для руки в центре и ремешок для носки. Также пелта появляется в искусстве скифов и мог быть общим типом щита для центральной Европы. Также пельтасты вооружались и оружием ближнего боя.

## История развития
В период архаики греческое военное искусство основывалось на тяжёлой пехоте (гоплитах).
Стиль боя, использовавшийся пельтастами, появился во Фракии, а первые пельтасты рекрутировались из греческих городов на фракийском побережье. Это доказывается тем, что на покрытых рисунками вазах и других изображениях они носят фракийскую одежду, включающую в себя особую фригийскую шапку. Однако позднее пельтасты начали появляться по всей Греции.
Постепенно пельтасты приобрели большее значение в военном искусстве греков, особенно во время Пелопоннесской войны. В составе греческих наёмных войск в битве при Кунаксе были пельтасты. Они описаны Ксенофонтом в бою против персидской кавалерии, в котором у них не было дротиков, так как они сражались мечами. Пельтасты стали основным типом наёмных греческих войск в IV веке до нашей эры. Их экипировка была дешевле, чем традиционная экипировка гоплитов, и была более доступной для бедных слоёв общества. Афинский полководец Ификрат разгромил фалангу спартанцев в битве при Лехее в 390-м году до н. э., используя преимущественно пельтастов. Как пишет Диодор Сицилийский, Ификрат стал известен перевооружением своих солдат длинными копьями, примерно в 374-м году до н. э. В результате этой реформы появились пельтасты, вооружённые небольшим щитом, мечом и копьём вместо дротиков. Некоторые историки, например J. G. P. Best, заявляют, что эти «поздние» пельтасты были не пельтастами в традиционном понимании этого слова, а легковооружёнными гоплитами, носящими щит-«пелту» в сочетании с длинными копьями. Позднее это сочетание использовалось в македонской фаланге. С другой стороны, пельтастов с длинными копьями и дротиками можно увидеть на более ранних изображениях, до времени Ификрата. Так как до Ификрата нет описаний битв, где пельтасты действовали копьями, можно предположить, что данное сочетание использовалось отдельными индивидуумами.
Александр Великий нанимал пельтастов из фракийских племён на севере Македонии, особенно из племени агриан, которые славились своими боевыми топорами. В армии Македонии также предположительно были и тяжёлые пельтасты, которые мало чем уступали классической тяжёлой пехоте с мечами.
В III веке до н. э. пельтасты были постепенно вытеснены туреофорами. Поздние упоминания историков о пельтастах свидетельствуют, что слово «пельтаст» стало синонимом слова «наёмник».